# Acacia martii
Acacia martii é uma espécie de leguminosa do gênero Acacia, pertencente à família Fabaceae.